# Roger Lallier
Roger Lallier, né à Paris 5e le 12 avril 1886 et mort à Ivry-sur-Seine le 16 juillet 1962, est un écrivain français, connu sous le nom de plume Roger Lalli. 

## Biographie
Roger Adolphe Lallier fut secrétaire de rédaction en 1906 de Flora, revue des lettres et de l'art précieux et débuta ainsi en littérature.
La Première Guerre mondiale le trouva mobilisé dans une Compagnie d'aérostation. En 1916 il fut réformé pour insuffisance aortique et mauvais état général. Il rentra à Paris et reprit sa carrière littéraire. Il entama également une carrière d'aviateur.
Il consacra ses écrits à la poésie et à des récits sur des aviateurs.

## Publications
- La Muse Parisienne, poésies, Paris, 1906.
- L'Eclosion, ou la première phase de la formation amoureuse, Bruges, Arthur Herbert, 1907.
- Nelly, jolie fille, roman, Paris, 1911.
- En avion au Maroc, recueil poétique, Paris, 1922.
- Pour Maman, recueil poétique, Paris, 1923.
- Pour Migale, recueil poétique, Paris, 1923.
- Par les airs, Paris, 1927.
- L'Ami Geo, Paris, 1931.
- Promenons-nous par les airs, Paris, 1932.
- 150ième anniversaire de la conquête de l'air, Paris, 1933.
- Deux figures. Maurice Mallet et Jacques Schneider, Paris, 1934.
- Pages d'amitié, Paris, 1937.
- Pierre Le Roy et la chronométrie, Paris, 1940.
- Images aériennes, 4 volumes, Paris, 1951-1956.

## Littérature
- Roger Lallier, notice biographique Bibliothèque nationale de France.
- Victor MARTIN-SCHMETS, Henri Vandeputte, Oeuvres complètes, Bruxelles, Tropiques, 1993.
- Site universitaire Poésie de la Grande Guerre
- Andries VAN DEN ABEELE, Arthur Herbert, maison d’édition à Bruges, 1906-1907, in: Textyles, Revue des lettres belges de langue française, no 23, Brussel, 2003, p. 95-101.